# Agbani Darego
Agbani Darego (nacida Ibiagbanidokibubo Asenite Darego; Lagos, 22 de diciembre de 1982) es una modelo nigeriana, más conocida como la primera africana negra Miss Mundo, en la versión del año 2001.

## Modelaje
Antes de ganar GNMB, Darego apareció en anuncios impresos para la cadena de boutiques Collectables, y después de su paso por Miss Universo fue invitada por Naomi Campbell para participar en Frock 'n' Roll - un desfile de moda benéfico en Barcelona y pronto se negoció un acuerdo de modelaje con Donald Trump para establecer vínculos con las agencias de modelos en los Estados Unidos.
Poco después de su reinado como miss Mundo fue representada por las marcas de Londres y París de Next Model Management y firmó un contrato de tres años con L'Oréal, convirtiéndose en la segundo modelo negra en lograr esta hazaña después de Vanessa Williams, y fue fotografiada por Annie Leibovitz para la revista Vogue. Ella ha modelado para otras marcas que incluyen Avon, Christian Dior, Sephora, Target y Macy. Darego también ha aparecido en Elle, Marie Claire, Allure, Trace, Stitch, Cosmopolitan y revistas Essence, trabajando con numerosos diseñadores como Oscar de la Renta, Marc Bouwer, Tommy Hillfiger, Ralph Lauren y Gianfranco Ferre.
En su tierra natal Darego ha aparecido en campañas publicitarias para la marca de cuidado del cabello Gentle Touch con la supermodelo Oluchi, y actualmente es el rostro de Arik Air. Ella también ha aparecido en las portadas de Complete Fashion, Mania., ThisDay Style, Genevieve, True Love, y TW Magazine.

## Vida personal
Debido a su apretada agenda de trabajo, Darego dejó la Universidad de Port Harcourt, pero después de mudarse a Nueva York, donde firmó para Next Model Management y Ford Models se matriculó en la Universidad de Nueva York donde estudió Psicología, donde se graduó en mayo de 2012.
| Predecesor: Priyanka Chopra India | Miss Mundo 2001 | Sucesor: Azra Akın Turquía |